# إيان سومرفيل
ايان سومرفيل (بالإنجليزية: Ian Sommerville)‏ أكاديمي بريطاني ولد عام 1951, يعمل منذ عام 2006 استاذ متفرغ لهندسة البرمجيات في جامعة سانت أندروز في اسكتلندا وهو مؤلف الكتاب التعليمي الأكثر شعبية بين الطلاب في هندسة البرمجيات، along with other textbooks وله عدد آخر من الكتب والأبحاث وهو باحث بارز في مجال هندسة النظم.

## حياته الشخصية وتعليمه
ولد سومرفيل في غلاسكو,اسكتلندا عام 1951 درس الفيزياء في جامعة ستراثكلادي وعلوم الحاسوب في جامعة سانت أندروز.وهو متزوج ولديه بنتان.

## حياته الأكاديمية
عمل ايان سومرفيل أستاذاً في علوم الحاسوب في جامعة هيروت وات في إدنبرة، في الفترة بين عامي 1975 و1978 وفي غلاسكو من عام 1978 حتى عام 1986, في الفترة من 1986 إلى 2006، عمل أستاذا لهندسة البرمجيات في الإدارة في جامعة لانكستر, وفي إبريل 2006 انضم إلى مدرسة علوم الكمبيوتر في جامعة سانت اندروز، حيث يقوم بعمل دورات متقدمة في هندسة البرمجيات وهندسة النظم.

## وصلات خارجية ومصادر
- صفحة سومرفيل الخاصة
- كتب سومرفيل في موقع Amazon